# Claire Atherton
Claire Atherton (* 1963 in San Franzisco) ist eine französisch-amerikanische Filmeditorin.

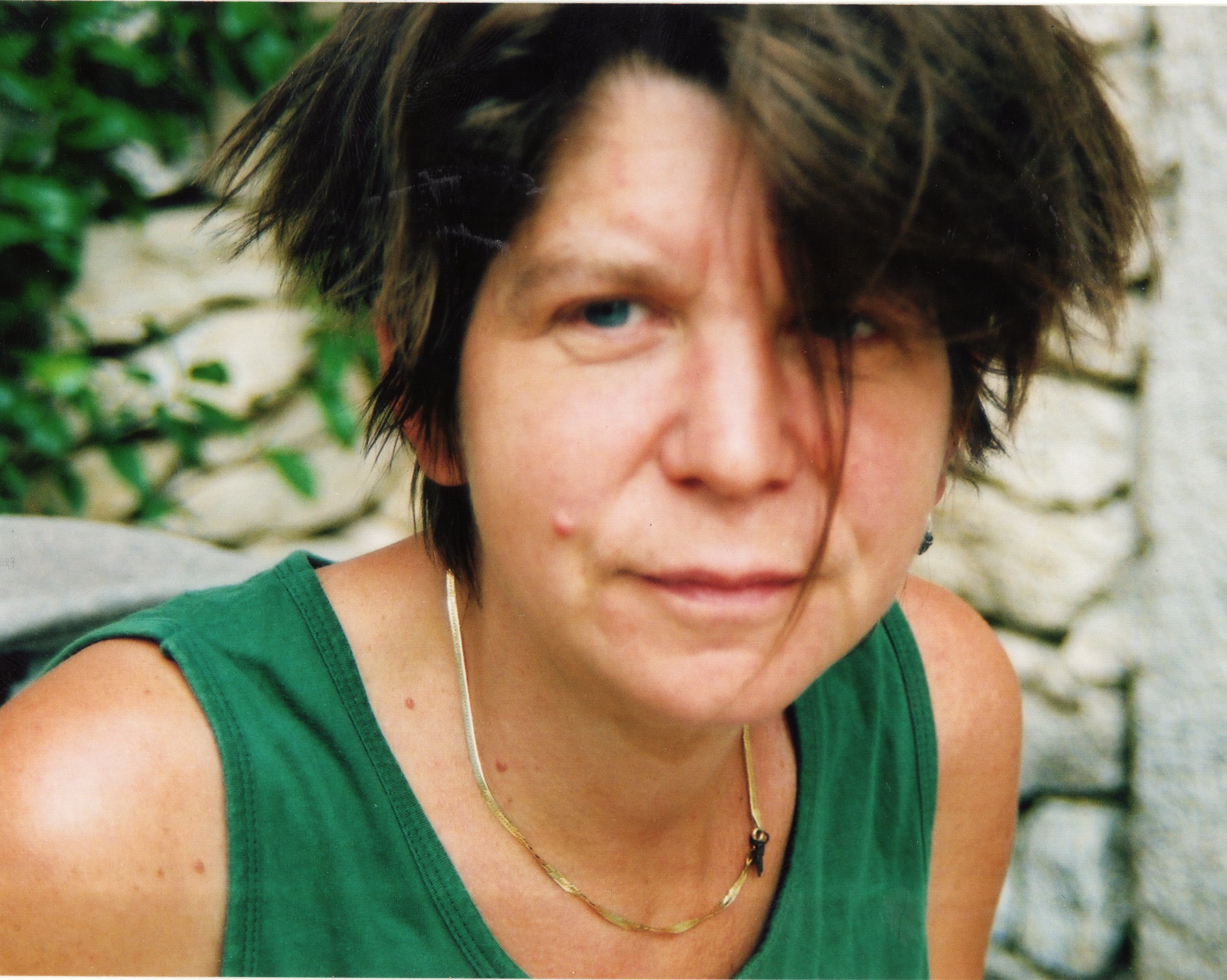
Claire Atherton

## Leben
Claire Atherton wuchs in Paris auf. Sie ist die Tochter des Amerikaners John Atherton und der französisch-rumänischen Filmregisseurin Ioana Wieder. Ihre Schwester ist die Cellistin Sonia Wieder-Atherton. Interessiert an taoistischer Philosophie und visuellen Aspekten der chinesischen Schriftzeichen, begann sie zunächst mit dem Studium der chinesischen Zivilisation und Sprache. Nach einem Aufenthalt 1980 in Peking studierte Atherton am Institut National des Langues et des Civilisations Orientales in Paris. Parallel dazu war sie als Praktikantin beim Centre audiovisuel Simone de Beauvoir tätig, wo sie als Videotechnikerin arbeitete. Anschließend machte sie eine Berufsausbildung an der Filmhochschule École nationale supérieure Louis-Lumière, die sie 1986 mit Diplom abschloss. Sie begann mit der Ton- und Bildbearbeitung für Produktionen des Centre audiovisuel Simone de Beauvoir und verschiedener anderer Projekte. Seit den 1990er Jahren beschäftigt sich Atherton ausschließlich mit Filmeditionen.
1984 lernte Atherton anlässlich einer Theateradaption von Sylvia Plaths Briefe nach Hause 1950–1963 am Petit théâtre de Paris, die Regisseurin Chantal Akerman kennen. Delphine Seyrig, welche die Hauptrolle spielte, bat Chantal Akerman und Claire Atherton die Darbietung zu filmen. Dies war der Beginn einer mehr als dreißigjährigen Zusammenarbeit zwischen Akerman und Atherton. Ihre letzten gemeinsamen Arbeiten waren Akermans Langfilm No Home Movie und die Installation NOW, präsentiert an der Biennale von Venedig 2015.
Heute ist Atherton verantwortlich für die Konzeption und räumliche Umsetzung der Videoinstallationen Chantal Akermans an internationalen Ausstellungen.
Atherton arbeitet mit zahlreichen anderen Filmregisseuren und Künstlern, darunter Luc Decaster, Noëlle Pujol, Emilio Pacull, Andreas Bolm, Emmanuelle Demoris, Elsa Quinette, Christophe Bisson, Eric Baudelaire zusammen.
2013 fand an der Cinémathèque de Grenoble eine umfassende Rückschau des Werkes von Atherton statt, es war die erste Retrospektive des Werkes einer Filmeditorin.
Atherton ist häufig zu Seminaren und Workshops in Frankreich und auf internationaler Ebene eingeladen und unterrichtet an Kunst- und Filmhochschulen wie der la Fémis oder der HEAD Genève.
2019, anlässlich der 72. Ausgabe des Locarno Film Festivals, wurde Claire Atherton mit dem Vision Award Ticinomoda ausgezeichnet. Sie war die erste Frau, die den Preis erhielt, mit welchem seit 2013 Persönlichkeiten gewürdigt werden, die „durch ihre Arbeit im Hintergrund und ihr Schaffen dazu beigetragen haben, den Horizont des Kinos zu erweitern“.

## Filmografie

### Schnitt
- 1986: Letters Home – Fernsehfilm von Chantal Akerman, nach Sylvia Plath Briefe nach Hause 1950–1963
- 1986: Rue Mallet-Stevens – Regie: Chantal Akerman
- 1986: Le Marteau – Regie: Chantal Akerman
- 1989: Marguerite Paradis – Regie: Chantal Akerman
- 1992: Igor – Regie: Jean-François Gallotte
- 1992: Le cinéma est mort vive le cinéma – Regie: Emilio Pacull
- 1993: Aus dem Osten (D’Est) – Regie: Chantal Akerman
- 1993: Les Profiteroles, couples mixtes à Cuba – Regie: Emilio Pacull
- 1994: Le Gamelan – Regie: Alain Jomy
- 1994: Les Colonnes d’Hercule – Regie: Emilio Pacull
- 1994: Le Cinéma européen – Regie: Emilio Pacull
- 1996: Eine Couch in New York (Un divan à New York) – Regie: Chantal Akerman
- 1996: Chantal Akerman par Chantal Akerman, in Cinéma, de notre temps
- 1996: Les Collèges en Seine Saint-Denis – Regie: Emilio Pacull
- 1997: Héros désarmés – Regie: Béatrice Kordon und Sylvie Ballyot
- 1997: Le jour où… – Regie: Chantal Akerman
- 1997: Ouganda, l’enfance kidnappée – Regie: Emilio Pacull
- 1997: L'Épousée – Regie:Françoise Grandcolin
- 1998: Emma, tribu kanak d’aujourd’hui – Regie: Emilio Pacull
- 1999: Süden (Sud) – Regie: Chantal Akerman
- 1999: Km 250 – Regie: Anne Faisandier
- 2000: Die Gefangene (La Captive) – Regie: Chantal Akerman
- 2001: Rêve d’usine – Regie: Luc Decaster
- 2001: Filles de nos mères – Regie: Séverine Mathieu
- 2002: De l’Autre Côté – Regie: Chantal Akerman
- 2002: Avec Sonia Wieder-Atherton – Regie: Chantal Akerman
- 2003: Morgen ziehen wir um (Demain on déménage) – Regie: Chantal Akerman
- 2004: Opération Hollywood – Regie: Emilio Pacull
- 2004: Autour d’hier, aujourd’hui et demain – Regie: Chantal Akerman
- 2005: Là-bas – Regie: Chantal Akerman[9]
- 2005: Héros fragiles – Regie: Emilio Pacull
- 2006: Portrait de Pascale, menuisière – Regie: Séverine Mathieu
- 2006: Rien n’a été fait – Regie: Noëlle Pujol und Ludovic Burel
- 2006: Du sucre et des fleurs dans nos moteurs – Regie: Jean-Michel Rodrigo
- 2007: Entretien avec Babette Mangolte, coffret Chantal Akerman les années 70
- 2007: Entretien avec Natalia Akerman, coffret Chantal Akerman les années 70
- 2007: Entretien avec Aurore Clément, coffret Chantal Akerman les années 70
- 2007: Mafrouza: Cœur – Regie: Emmanuelle Demoris
- 2007: Mafrouza: Oh la nuit – Regie: Emmanuelle Demoris
- 2008: Mr President – Regie: Emilio Pacull
- 2008: L’Écume des mères – Regie: Séverine Mathieu
- 2008: Tous les enfants sauf un – Regie: Noëlle Pujol und Andreas Bolm
- 2008: Fantaisie pour un château d’eau – Regie: Noëlle Pujol
- 2008: Videodekor von Chantal Akerman für I am a mistake – Regie: Jan Fabre
- 2008: A l’Est avec Sonia Wieder-Atherton – Regie: Chantal Akerman
- 2009: Tombée de nuit sur Shanghai – Regie: Chantal Akerman
- 2009: Petites Histoires de mères – Regie: Séverine Mathieu
- 2009: Dieu nous a pas fait naître avec des papiers – Regie: Luc Decaster
- 2009: Ceux de Primo Levi – Regie: Anne Barbé
- 2010: Histoire racontée par Jean Dougnac – Regie: Noëlle Pujol
- 2010: Sorcières mes sœurs – Regie: Camille Ducellier
- 2010: Detroit ville sauvage – Regie: Florent Tillon
- 2010: On est là – Regie: Luc Decaster
- 2011: La vie est Ailleurs – Regie: Elsa Quinette
- 2011: La Folie Almayer – Regie: Chantal Akerman
- 2011: Les Revenants – Regie: Andreas Bolm
- 2011: Avenue Rivadavia – Regie: Christine Seghezzi
- 2012: Noctambules – Regie: Ilham Maad
- 2012: Videodekor für Im Dickicht der Städte von Bertolt Brecht (Roger Vontobel)
- 2012: Hungry Man – Regie: Philippe Martin
- 2013: Au monde – Regie: Christophe Bisson
- 2013: Effacée – Regie: Anna Feillou
- 2013: Si j’existe je ne suis pas un autre – Regie:Marie Violaine Brincard et Olivier Dury
- 2014: Qui a tué Ali Ziri ? – Regie: Luc Decaster
- 2014: Histoires de la plaine – Regie: Christine Seghezzi
- 2015: No Home Movie – Regie: Chantal Akerman
- 2015: Aux Capucins – Regie: Anna Feillou
- 2016: Jumbo Toto histoires d’un éléphant – Regie: Noëlle Pujol
- 2016: Le Juge – Regie: Andreas Bolm
- 2016: Silêncio – Regie: Christophe Bisson
- 2016: Danse avec l’écume – Regie: Luc Decaster
- 2017: Also Known As Jihadi – Regie: Éric Baudelaire
- 2018: Walked the Way Home – Regie: Éric Baudelaire
- 2018: Altérations / Kô Murobushi – Regie:Basile Doganis
- 2018: Les Cavaliers Fantômes – Regie: Christine Seghezzi
- 2019: Es ist ein Drama (Un film dramatique) – Regie: Éric Baudelaire
- 2020: The Glove (Kurzfilm) – Regie: Éric Baudelaire
- 2020: Les lettres de Didier – Regie: Noëlle Pujol
- 2020: Le Chant des Oubliés – Regie: Luc Decaster
- 2021: When There Is No More Music to Write – Regie: Éric Baudelaire
- 2021: Une fleur à la bouche – Regie: Éric Baudelaire
- 2022: Intermède – Regie: Maria Kourkouta

### Bild
- 1986: Kameraassistentin für Femmes et Musique, eine Produktion des Centre audiovisuel Simone de Beauvoir.
- 1986: Kamerafrau für Rue Mallet-Stevens und Le Marteau von Chantal Akerman
- 1988: Kameraassistentin für Histoires d’Amérique von Chantal Akerman
- 1988: Kameraassistentin für L’institut du monde Arabe
- 1988: Kamerafrau für Marguerite Paradis von Chantal Akerman
- 1988: Kameraassistentin für Notes pour Debussy von Jean-Patrick Lebel
- 1990: Kamerafrau für Igor von Jean-François Gallotte

## Videoinstallationen (Schnitt und Rauminstallation)
- 1995: D’Est, au bord de la fiction, Installation von Chantal Akerman
- 1995: L’Ecran, Installation von Chantal Akerman
- 1998: Selfportrait / Autobiography: A Work in Progress, Installation von Chantal Akerman
- 2001: Woman Sitting After Killing, Installation von Chantal Akerman
- 2002: From the Other Side , Installation von Chantal Akerman
- 2002: A voice in the Desert , Installation von Chantal Akerman
- 2003: From the Other Side, Fragment, Installation von Chantal Akerman
- 2004: Marcher à côté de ses lacets dans un frigidaire vide, Installation von Chantal Akerman
- 2007: La Chambre, Installation von Chantal Akerman
- 2007: Je tu il elle, Installation von Chantal Akerman
- 2007: In the Mirror, Installation vom Chantal Akerman
- 2008: Femmes d’Anvers en Novembre, Installation von Chantal Akerman
- 2009: Maniac Summer, Installation von Chantal Akerman
- 2009: Tombée de nuit sur Shanghai, Installation vom Chantal Akerman
- 2012: Maniac Shadows, Installation von Chantal Akerman
- 2010: My Mother Laughs, Prelude, Installation vom Chantal Akerman
- 2014: De la mèr(e) au désert, Installation von Chantal Akerman
- 2015: NOW, Installation von Chantal Akerman
- 2019: Tu peux prendre ton temps, Installation von Éric Baudelaire
- 2020: Death Passed My Way and Stuck This Flower in My Mouth, Installation von Éric Baudelaire

## Ausstellungen
- 2015: Chantal Akerman: NOW, Ambika P3, London, 30. Oktober – 6. November 2015.[10]
- 2016: « Imagine Europe: In search of New Narratives », BOZAR, Brüssel, 13. April – 29. Mai 2016 (Chantal Akerman: D'Est).
- 2016: Chantal Akerman: Maniac Shadows, la Ferme du Buisson, Noisiel, 19. November 2016 – 19. Februar 2017.[11]
- 2017: Chantal Akerman: NOW und In The Mirror, Galerie Marian Goodman, Paris, 14. September – 21. November 2017.[12]
- 2018: « Scenes from the Collection, Constellations », Jewish Museum, New York, 21. Januar - 31. Juli 2018 (Chantal Akerman: NOW, 2015).
- 2018: « Pedro Costa: Company », Museu de Arte Contemporânea de Serralves, Porto, 19. Oktober 2018 – 29. Januar 2019 (Chantal Akerman: Femmes d’Anvers en Novembre, 2008).[13]
- 2018: Chantal Akerman: « Tempo Expandido / Expanded Time », Oi Futuro, Rio, 26. November 2018 – 27. Januar 2019.[14]
- 2018: Exposition de Chantal Akerman, MOCA, Toronto, 14. Februar – 12. Mai 2019.[15]
- 2019: « Defiant Muses: Delphine Seyrig and the Feminist Video Collectives in France (1970s-1980s) », Musée Reina Sofía, Madrid, 25. September – 23. März 2019 (Chantal Akerman: Woman Sitting After Killing, 2001).[16]
- 2020: « From the Other Side, Fragment », MUAC, Mexico, 7. März – 19. April 2020. Kuratorin: Claire Atherton.[17]
- 2020: « Chantal Akerman: Passages », Eye Museum, Amsterdam, 1. Juni – 30. August 2020.[18]
- 2021: „Chantal Akerman: From The Other Side“, Galerie Marian Goodman Paris, 7. Dezember 2021 – 5. Februar 2022 Künstlerische Leitung: Claire Atherton
- 2022: „Chantal Akerman: STANZE Sul custodire il perdere“, Casa Masaccio, 26. Februar – 8. Mai 2022. Künstlerische Leitung: Claire Atherton